# Dongo (langue)
Pour les articles homonymes, voir Dongo.
Le dongo (Donga, Dongo Ko) est une langue oubanguienne parlée dans la province du Haut-Uele, en République démocratique du Congo.